# Johannes Bauer (Musiker)

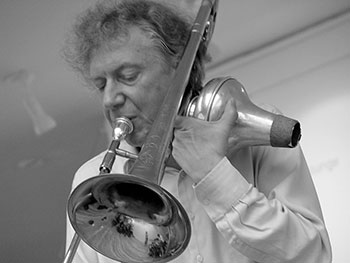
Hannes Bauer (2015)

Johannes „Hannes“ Bauer (* 22. Juli 1954 in Halle (Saale); † 6. Mai 2016 in Berlin) galt neben seinem Bruder Conny Bauer als einer der herausragenden europäischen Posaunisten und Komponisten der Improvisationsmusik und des Free Jazz.

## Leben
Inspiriert durch seinen älteren Bruder, Conny Bauer, der als Jugendlicher in Sonneberg den Weg über die Tanzmusik zum Jazz gefunden hatte, begann Hannes Bauer ein Posaunenstudium in Ost-Berlin bei Hartmut Behrsing, das er jedoch abbrach. Danach absolvierte er in der DDR eine Berufsausbildung zum Tanz- und Unterhaltungsmusiker. Ab 1972 spielte er in Gruppen um den Baritonsaxophonisten und Klarinettisten Manfred Schulze, dessen Bläserquintett er auch später angehörte (und es nach dem gesundheitlich bedingten Ausstieg Schulzes leitete). Ab 1978 gehörte er zum Quintett von Andy Altenfelder, aus dem das Anfang der 1980er Jahre existierende Trio mit Heiner Reinhardt und Christoph Winckel hervorging. Ab 1979 widmete sich Johannes Bauer freiberuflich ausschließlich dem Jazz bzw. der improvisierten Musik. 1981 gründete er das Quartett Doppelmoppel mit seinem Bruder Konrad „Conny“ Bauer, Uwe Kropinski und Helmut „Joe“ Sachse.
Bauer lebte bis zu seinem Tod in Berlin.

## Musikalische Zusammenarbeit

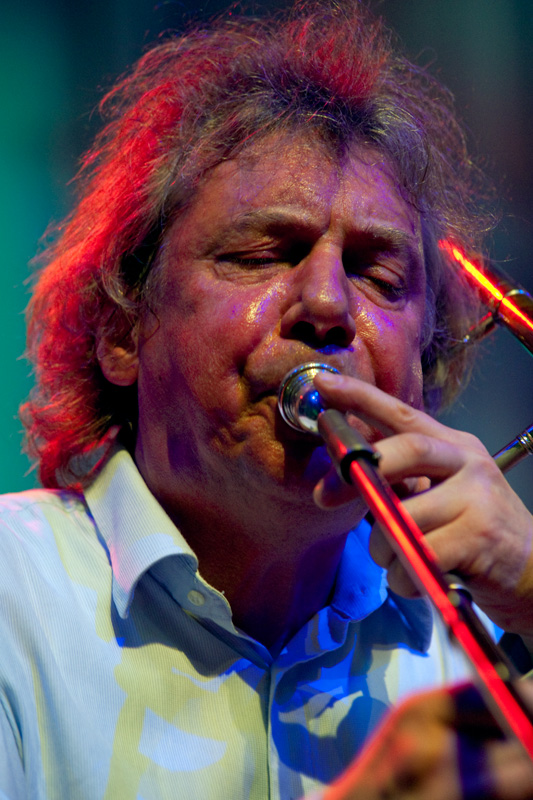
Hannes Bauer, mœrs festival 2010

Weiterhin arbeitete Bauer unter anderem mit den Gruppen
- Ulrich Gumpert Workshop Band
- Doppelmoppel (mit Conny Bauer, Uwe Kropinski, Helmut „Joe“ Sachse)
- Radu-Malfatti-Bläserquartett
- Fred Van Hove (mit Annick Nozati)
- Slawterhaus (mit Jon Rose, Peter Hollinger und Dietmar Diesner)
- The Tradition Trio (mit Alan Silva und Roger Turner)
- Futch (mit Thomas Lehn und Jon Rose)
- Ken Vandermarks Territory Band (New Horse for the White House)
- Fo(u)r Bones (mit Conny Bauer, Jörg Huke, Iven Hausmann)
- Globe Unity Orchestra
- Tony Oxley Celebration Orchestra und der
- Peter Brötzmann Group (auf dessen Veröffentlichung Alarm und in kleineren Besetzungen wie dem Brötzmann/Keith-Tippett-Quartett oder dem Trio mit Brötzmann/Oxley)
- Peter Brötzmann Chicago Tentet +1:(3 Nights in Oslo, 2010)
- Quartett mit Lotte Anker, John Edwards & Paul Lovens
- Bauer 4 (mit Conny Bauer, Matthias Bauer, Louis Rastig)
- Kris Wanders Quartet mit Peter Jacquemyn, Mark Sanders
- Trio Brötzmann/Bauer/Trzaska (Goosetalks, 2010)

## Lexigraphische Einträge
- Wolf Kampmann (Hrsg.), unter Mitarbeit von Ekkehard Jost: Reclams Jazzlexikon. Reclam, Stuttgart 2003, ISBN 3-15-010528-5.
- Martin Kunzler: Jazz-Lexikon. Band 1: A–L (= rororo-Sachbuch. Bd. 16512). 2. Auflage. Rowohlt, Reinbek bei Hamburg 2004, ISBN 3-499-16512-0.